# The Silence of John Gordon
The Silence of John Gordon è un cortometraggio muto del 1914 diretto da Harry A. Pollard che, oltre a firmarne la sceneggiatura, appare anche tra gli interpreti nelle vesti del protagonista. Insieme a lui, nel cast, sua moglie Margarita Fischer, Fred Gamble, Joe Harris e, in vesti maschili, la giovane Kathie Fischer.

## Trama
A Millville giunge John Gordon, il nuovo pastore: il giovane, accompagnato dalla madre e dalla sorella, ha un aspetto piuttosto dimesso, cosa che non incontra le simpatie dei suoi parrocchiani, tutti piuttosto con la puzza sotto il naso. Quando lui conosce Helen, la figlia del rettore, e se ne innamora, lei lo respinge, preferendogli un ubriacone locale, tale Tom Black, che il Gordon cerca di riportare sulle retta via.

Una sera, Black ed Helen scappano di casa e chiedono al parroco di sposarli. Gordon, però, non è dello stesso avviso e ha un violento scontro con il discepolo di Bacco, cosa che provoca adesso l'interesse di Helen per lui. La domenica successiva, presentatosi sul pulpito con un occhio nero, il pastore si rifiuta di dire che se l'è fatto e, di conseguenza, viene licenziato. Il rettore, informato dalla figlia di come sono andati i fatti, interviene e riesce a reintegrare nelle sue funzioni Gordon che da quel momento inizia a entrare nelle grazie dei suoi parrocchiani e anche in quelle di Helen, stabilendosi in pace e tranquillità tra il suo gregge.

## Produzione
Il film fu prodotto dalla Beauty (American Film Manufacturing Company).

## Distribuzione
Distribuito dalla Mutual, il film - un cortometraggio in una bobina - uscì nelle sale statunitensi il 18 agosto 1914.